# Coprothermobacteria
Coprothermobacteria è una classe di batteri non mobili e a forma di bastoncello, di pochi micron di lunghezza e all'incirca 0.5 micron di larghezza. Questa è l’unica classe del nuovo phylum Coprothermobacterota, introdotto in seguito a diverse analisi del genoma completo di questi batteri che dimostravano la loro divergenza rispetto agli altri batteri noti, portando a una recente revisione della classificazione tassonomica dei microrganismi del regno Bacteria.
I batteri che appartengono a questa classe sono rigorosamente anaerobi, ovvero vivono in assenza di ossigeno, e termofili, in quanto crescono a temperature ottimali tra 55 °C e 70 °C anche se possono crescere fino a temperature di circa 75 °C.
Il nome di questa classe si basa sul nome del primo genere descritto "Coprothermobacter", che deriva etimologicamente dal greco "kopros", letame, e "thermos", caldo, facendo riferimento al habitat e alle temperature relativamente alte in cui si trovavano alcuni di questi batteri quando sono stati identificati per la prima volta, ovvero nel letame già in fase di fermentazione.
Alcuni generi di batteri della classe Coprothermobacteria sono Coprothermobacter proteolyticus e Coprothermobacter platensis, appartenenti entrambi alla famiglia Coprothermobacteraceae, dell’ordine Coprothermobacterales, l’unico ordine finora descritto per questa classe. Questi batteri sono proteolitici, cioè in grado di degradare delle proteine presenti nelle sostanze organiche, motivo per cui diversi ceppi di Coprothermobacter, insieme ed altri batteri termofili, sono stati impiegati per migliorare il rendimento negli impianti di digestione anaerobica (digestori anaerobici) utilizzati per il trattamento ecologico di rifiuti organici e di acque reflue, generando allo stesso tempo una certa quantità di metano che può essere utilizzata per produrre energia.

### Annotazioni
1. ↑  Prima della revisione tassonomica del 2018, i batteri della classe Coprothermobacteria erano stati inclusi nella famiglia Thermodesulfobiaceae dell’ordine Thermoanaerobacterales, motivo per cui talvolta è ancora riportato inesattamente sotto questa famiglia del phylum Firmicutes, classe Clostridia.

### Fonti
1. ↑   María Elisa Pavan, Esteban E. Pavan, Stefanie P. Glaeser, Claudia Etchebehere, Peter Kämpfer, María Julia Pettinari e Nancy I. López, Proposal for a new classification of a deep branching bacterial phylogenetic lineage: transfer of Coprothermobacter proteolyticus and Coprothermobacter platensis to Coprothermobacteraceae fam. nov., within Coprothermobacterales ord. nov., Coprothermobacteria classis nov. and Coprothermobacterota phyl. nov. and emended description of the family Thermodesulfobiaceae, in International Journal of Systematic and Evolutionary Microbiology, vol. 68, n. 5, 2018,  pp. 1627-1632, DOI:10.1099/ijsem.0.002720, PMID 29595416.
2. ↑  (EN) Bernard Ollivier e Jean-Louis Garcia, Coprothermobacter, in Bergey's Manual of Systematics of Archaea and Bacteria, John Wiley & Sons, Ltd, 14 settembre 2015,  pp. 1-6, DOI:10.1002/9781118960608.gbm00752, ISBN 9781118960608.
3. ↑   Fred A. Rainey e Erko Stackebrandt, Transfer of the Type Species of the Genus Thermobacteroides to the Genus Thermoanaerobacter as Thermoanaerobacter acetoethylicus(Ben-Bassat and Zeikus 1981) comb. nov., Description of Coprothermobacter gen. nov., and Reclassification of Thermobacteroides proteolyticus as Coprothermobacter proteolyticus(Ollivier et al. 1985) comb. nov., in International Journal of Systematic and Evolutionary Microbiology, vol. 43, n. 4, 1993,  pp. 857-859, DOI:10.1099/00207713-43-4-857.
4. ↑   M.C. Gagliano, C.M. Braguglia, M. Petruccioli e S. Rossetti, Ecology and biotechnological potential of the thermophilic fermentative Coprothermobacter spp., in FEMS Microbiology Ecology, vol. 91, n. 5, 2015,  pp. fiv018, DOI:10.1093/femsec/fiv018.